# Pierrick Pivron
Pierrick Pivron (Gap, 24 giugno 1990) è un hockeista su ghiaccio francese naturalizzato svizzero che gioca nella Lega Nazionale A. Julien è figlio di Alain Pivron e fratello di Victor Pivron.

## Statistiche
Statistiche aggiornate a luglio 2012.

### Club
| Stagione | Squadra               | Stagione regolare | Stagione regolare | Stagione regolare | Stagione regolare | Stagione regolare | Stagione regolare | Playoff | Playoff | Playoff | Playoff | Playoff |
| Stagione | Squadra               | Lega              | P                 | G                 | A                 | Pt                | PIM               | P       | G       | A       | Pt      | PIM     |
| -------- | --------------------- | ----------------- | ----------------- | ----------------- | ----------------- | ----------------- | ----------------- | ------- | ------- | ------- | ------- | ------- |
| 2005-06  | Young Sprinters       | Switzerland3      | 1                 | 1                 | 0                 | 1                 | 2                 | 2       | 1       | 0       | 1       | 8       |
| 2006-07  | Young Sprinters       | Switzerland3      | 21                | 3                 | 2                 | 5                 | 62                | 14      | 1       | 1       | 2       | 12      |
|          | Düdingen              | Switzerland3      | 1                 | 0                 | 0                 | 0                 | 0                 | -       | -       | -       | -       | -       |
| 2007-08  | La Chaux-de-Fonds U20 | Elite Jr. A       | 32                | 18                | 11                | 29                | 95                | -       | -       | -       | -       | -       |
|          |                       | Playout           | 3                 | 0                 | 0                 | 0                 | 4                 | -       | -       | -       | -       | -       |
|          | La Chaux-de-Fonds     | NLB               | 2                 | 0                 | 0                 | 0                 | 0                 | -       | -       | -       | -       | -       |
| 2008-09  | Genève-Servette U20   | Elite Jr. A       | 34                | 25                | 17                | 42                | 114               | 7       | 5       | 7       | 12      | 10      |
| 2009-10  | Genève-Servette U20   | Elite Jr. A       | 23                | 16                | 11                | 27                | 70                | 3       | 1       | 1       | 2       | 36      |
|          | Genève-Servette       | NLA               | 14                | 0                 | 1                 | 1                 | 0                 | 20      | 0       | 0       | 0       | 4       |
|          | Lausanne              | NLB               | 5                 | 0                 | 2                 | 2                 | 4                 | -       | -       | -       | -       | -       |
| 2010-11  | Genève-Servette       | NLA               | 48                | 2                 | 2                 | 4                 | 38                | 6       | 0       | 0       | 0       | 2       |
|          | Lausanne              | NLB               | 4                 | 0                 | 1                 | 1                 | 8                 | -       | -       | -       | -       | -       |
| 2011-12  | Genève-Servette       | NLA               | 36                | 0                 | 1                 | 1                 | 12                | -       | -       | -       | -       | -       |
|          |                       | Playout           | 9                 | 0                 | 0                 | 0                 | 6                 | -       | -       | -       | -       | -       |
| 2012-13  | Gap                   | France            | 5                 | 2                 | 2                 | 4                 | 6                 | -       | -       | -       | -       | -       |
|          | Red Ice               | NLB               | 8                 | 0                 | 2                 | 2                 | 4                 | -       | -       | -       | -       | -       |
|          | Lugano                | NLA               | 0                 | 0                 | 0                 | 0                 | 0                 |         |         |         |         |         |

### Nazionale
| Stagione | Livello          | Risultati        | Risultati | Risultati | Risultati | Risultati | Risultati |
| Stagione | Livello          | Competizione     | P         | G         | A         | Pt        | PIM       |
| -------- | ---------------- | ---------------- | --------- | --------- | --------- | --------- | --------- |
| 2007-08  | France U18 (all) | International-Jr | 12        | -         | -         | -         | -         |
| 2009-10  | France U20       | WJC-20 D1        | 4         | 0         | 1         | 1         | 2         |
|          | France U20 (all) | International-Jr | 5         | -         | -         | -         | -         |
| 2012-13  | France (all)     | International    | 2         | 0         | 0         | 0         | 0         |